# Australian vegetation
Australian vegetation (abreviado Austral. Veg.) es un libro con ilustraciones y descripciones botánicas que fue escrito por el médico, destacado botánico, y geógrafo alemán Ferdinand von Mueller y publicado en el año 1867 con el nombre de Australian vegetation, indigenous or introduced, considered especially in its bearings on the occupation of the territory, and with a view of unfolding its resources. Intercolonial Exhibition, 1866-7.